# Antek Mrówka
Antek Mrówka (ang. Anthony Ant) – amerykańsko-kanadyjsko-brytyjski serial animowany z 1999 roku. Zawiera 13 odcinków.
Światowa premiera serialu odbyła się 1 lutego 1999 roku, natomiast w Polsce 26 października 1999 roku.

## Opis fabuły
Główny bohater – mrówka o imieniu Antek wraz z kolegami odkrywają tajemniczy i nieznany świat, którego stolicą jest Antville – bardzo szybko rozwijające się podziemne miasto zamieszkiwane przez kilkaset tysięcy mrówek.
Historia zaczyna się od kradzieży rzadkiego eksponatu z muzeum. Antek i jego przyjaciele wyruszają na poszukiwania zguby. Muszą ją odnaleźć, bo jeżeli nie, dziadek Antka straci pracę. Okazuje się, że zaginiony artefakt znajduje się w Rottenwood, ale odzyskanie go nie jest takie łatwe. Zanim go odbiorą, muszą pokonać Wiedźmę Weevil!

## Wersja polska
Opracowanie wersji polskiej: na zlecenie CANALu+ – Start International Polska

Reżyseria: Ewa Złotowska

Dialogi:
- Joanna Serafińska (odc. 1-2),
- Magdalena Dwojak (odc. 3-4, 7-8, 12-13),
- Ewa Ziemska (odc. 5-6, 9-11)

Dźwięk i montaż: Hanna Makowska

Kierownik produkcji: Bogumiła Adler

Udział wzięli:
- Paweł Iwanicki – Antek
- Józef Mika – Kevin
- Cezary Kwieciński – Terry
- Agnieszka Maliszewska – Alexa
- Jolanta Wilk – Rubi
- Marek Frąckowiak – Dziadek
- Ryszard Olesiński – Tata Antka
- Ryszard Nawrocki – Ochmistrz
- Andrzej Niemirski – Rycerz (odc. 1b)
- Iwona Rulewicz – Antoinette
- Elżbieta Bednarek – Billy
- Joanna Wizmur –
  - Wiedźma Augusta,
  - Mszyce (odc. 2a),
  - Pajęczyca (odc. 8a)
- Marek Robaczewski – Natt
- Artur Kaczmarski – Bzyk
- Maria Raif – Mama Antka
- Wojciech Machnicki –
  - Filip,
  - Mrófeusz (odc. 11b)
- Tomasz Bednarek –
  - Max (odc. 7a)
  - Motyl (odc. 10b),
  - Małż (odc. 11b),
  - Faraon (odc. 12a)
- Tomasz Marzecki
- Robert Tondera

Lektor: Tomasz Bednarek

## Spis odcinków
| Premiera odcinka (Canal+) | Nr | Polski tytuł                    | Angielski tytuł           |
| ------------------------- | -- | ------------------------------- | ------------------------- |
|                           |    |                                 |                           |
| SERIA PIERWSZA            |    |                                 |                           |
|                           |    |                                 |                           |
| 26.10.1999                | 01 | Magiczna kula                   | Magic Marble              |
| 26.10.1999                | 01 | Błądzący rycerz                 | A Knight to Remember      |
|                           |    |                                 |                           |
| 27.10.1999                | 02 | Mszycokrady                     | Rustlemania               |
| 27.10.1999                | 02 | Rób, to co umiesz               | Anything You Can Do       |
|                           |    |                                 |                           |
| 28.10.1999                | 03 | Księżniczkom nie wolno biegać   | Kid for a Day             |
| 28.10.1999                | 03 | Księżniczkom nie wolno tańczyć  | Dances With Termites      |
|                           |    |                                 |                           |
| 29.10.1999                | 04 | Klub żonglera                   | The Ant Who Would Be King |
| 29.10.1999                | 04 | Moje przyjęcie                  | It’s My Party             |
|                           |    |                                 |                           |
| 01.11.1999                | 05 | Cyrk                            | The Circus                |
| 01.11.1999                | 05 | Wielka powódź                   | The Big Flood             |
|                           |    |                                 |                           |
| 02.11.1999                | 06 | Kusząca zguba                   | Lost & Found              |
| 02.11.1999                | 06 | Rinożuk                         | Jurassic Greenhouse       |
|                           |    |                                 |                           |
| 03.11.1999                | 07 | Piknik                          | The Picnic                |
| 03.11.1999                | 07 | Wyścig z czasem                 | Race Against Time         |
|                           |    |                                 |                           |
| 04.11.1999                | 08 | 100 kawałków                    | 100 Easy Pieces           |
| 04.11.1999                | 08 | Poszukiwacze zaginionego świata | Raiders of the Lost World |
|                           |    |                                 |                           |
| 05.11.1999                | 09 | Berło wrogobójcze               | The Sceptre of Antebellum |
| 05.11.1999                | 09 | Wiedźmodra                      | Weevil Fever              |
|                           |    |                                 |                           |
| 08.11.1999                | 10 | Wielki wyścig                   | The Great Race            |
| 08.11.1999                | 10 | Kryształowe więzienie           | The Rescure Party         |
|                           |    |                                 |                           |
| 17.02.2000                | 11 | Latające mrówki                 | Air Ant                   |
| 17.02.2000                | 11 | Atlantymrówtyda                 | Antastic Voyage           |
|                           |    |                                 |                           |
| 18.02.2000                | 12 | Egipski krok                    | Walk Like an Egyptian     |
| 18.02.2000                | 12 | Przygoda na Antarktydzie        | Antastic Adventure        |
|                           |    |                                 |                           |
| 21.02.2000                | 13 | To mój skarb                    | The Treasure Is Mine      |
| 21.02.2000                | 13 | Wyprawa po cukier               | Quest for Sugar           |
|                           |    |                                 |                           |